# John R. Foley
John Robert Foley (ur. 16 października 1917 w Wabasha, Minnesota, zm. 11 listopada 2001 w Kensington, Maryland) – amerykański polityk z Maryland związany z Partią Demokratyczną. W latach 1959–1961 był przedstawicielem szóstego okręgu wyborczego w stanie Maryland w Izbie Reprezentantów Stanów Zjednoczonych.